# Pangasinan State University
Die Pangasinan State University (PSU) (Filipino: State University ya Pangasinan) befindet sich in der Provinz Pangasinan auf den Philippinen. Sie ist eine staatliche Universität und gilt als eine bedeutende Bildungseinrichtung in der Verwaltungsregion der Ilocos-Region. Der Hauptcampus und der Verwaltungssitz der Universität befindet sich an der Alvear Street in Lingayén. Sie hat insgesamt acht externe Campuse in den Gemeinden Alaminos City, Asingan, Bayambang, Binmaley, Infanta, San Carlos City, Santa Maria und Urdaneta City. Insgesamt schrieben sich 22.250 Studenten in das zweite Semester 2011 an der Universität ein.

## Programme
Die Pangasinan State University beherbergt  verschiedenste Fakultäten, diese sind in Hochschul- und Fachschulbereiche, sowie in der Berufsausbildung in Ausbildungsprogramme gegliedert. Dieses sind zum Beispiel die Ausbildungsprogramme in den Bereichen Administration, Arts, Design & Architecture, Business, Communication & Information Science, Computer Science and Mathematics, Fisheries, Industrial Technology, Language, Medical & Healthcare, Science, Social Science und Tourism & Hotel Administration. Aufbau- und Vorbereitsprogramme für eine akademische Ausbildung werden an der PSU Graduate School und PSU Open University angeboten. An den Campus in Bayambang befinden sich die Laboratory High School, Laboratory Elementary/Kindergarten und in Infanta die Laboratory High School.

## Geschichte
Gegründet wurde die Universität am 11. Juni 1978, Grundlage hierzu war der Präsidentenerlass 1479. In dem Erlass wurde die operationelle Zusammenlegung der Asingan School of Arts and Trades (ASAT), Eastern Pangasinan Agricultural College (EPAC) in Sta. Maria, Pangasinan College of Fisheries (PCF) in Binmaley, Pangasinan School of Arts and Trades (PSAT) in Lingayen und der Speaker Eugenio Perez National Agricultural School (SEPNAS) in San Carlos City veranlasst. Diese wurden zum Teil bereits in den 1920er Jahren gegründet. Ihre Arbeit nahm die Universität am 1. Juli 1979 auf. 1982 wurden die ersten Ausbildungsprogramme für höhere akademische Grade eröffnet. 1996 wurde das PSU Open University System eingerichtet, das einen einfacheren Zugang zu einzelnen Ausbildungsprogrammen ermöglichen soll.